# غاريث ساوثغيت
غاريث ساوثغيت (بالإنجليزية: Gareth Southgate) مواليد 3 سبتمبر 1970 في واتفورد، هو لاعب كرة قدم إنجليزي سابق كان يلعب كمدافع. سبق له أن لعب في كأس العالم لكرة القدم مع منتخب بلاده. لعب خلال مسيرته 504 مباريات سجل خلالها 26 هدفاً. تولّى تدريب منتخب إنجلترا في 28 سبتمبر 2016، خلفاً لسام آلاردايس. وفي 16 يوليو 2024 قدّم استقالته عن تدريب المنتخب الإنجليزي.

## روابط خارجية
- غاريث ساوثغيت على موقع IMDb (الإنجليزية)
- غاريث ساوثغيت على موقع الاتحاد الدولي (مؤرشف)  (الإنجليزية)
- غاريث ساوثغيت على موقع الاتحاد الأوربي (الإنجليزية)
- غاريث ساوثغيت على موقع قاعدة بيانات كرة القدم.إي يو (الإنجليزية)
- غاريث ساوثغيت على موقع بيانات كرة القدم. دي إي (الألمانية)
- غاريث ساوثغيت على موقع ليكيب (الفرنسية)
- غاريث ساوثغيت على موقع ناشيونال فوتبول تيمز (الإنجليزية)
- غاريث ساوثغيت على موقع Soccerbase.com (لاعب) (الإنجليزية)
- غاريث ساوثغيت على موقع Soccerbase.com (مدرب) (الإنجليزية)
- غاريث ساوثغيت على موقع Soccerway.com (الإنجليزية)
- غاريث ساوثغيت على موقع عالم كرة القدم.نت (الإنجليزية)